# Eigentliche Falltürspinnen
Die Eigentlichen Falltürspinnen (Ctenizidae) sind eine Familie von vogelspinnenartigen Spinnen und umfassen 2 Gattungen und 5 Arten. Obwohl man sie Falltürspinnen nennt, baut sie nicht im direkten Sinne eine Falltür, da die klappenartige Konstruktion sich  nur nach oben hin öffnen lässt und nicht nach unten.

## Aussehen und Verhalten
Die Eigentlichen Falltürspinnen sind den Braunen Falltürspinnen in Aussehen und Verhalten sehr ähnlich. Sie haben jedoch keine Hafthaare (Scopula) an den Tarsen, sind meist deutlich dunkler und kräftiger gebaut und weisen keine Zeichnung auf.
Wie die Braunen Falltürspinnen graben auch die Eigentlichen Falltürspinnen eine Wohnröhre in den Boden und verschließen diese mit einem Deckel aus Spinnseide, getarnt mit Erde oder Pflanzenteilen. Der Deckel ist bei den Mitgliedern dieser Familie jedoch meist deutlich dicker. Bei der Jagd verlassen die Tiere ihre Röhre meist nur so weit, dass das hinterste Bein noch in der Röhre bleibt und so den Deckel offen hält.

## Verbreitung
Die beiden Gattungen der Ctenizidae kommen in Europa und der Türkei vor, insbesondere in Frankreich und Italien.

## Gattungen
Der World Spider Catalog listet für die Eigentlichen Falltürspinnen aktuell 2 Gattungen und 5 Arten. (Stand: März 2023)
- Cteniza Latreille, 1829
  - Cteniza genevieveae Canard, 2018
  - Cteniza moggridgei O. Pickard-Cambridge, 1874
  - Cteniza sauvagesi (Rossi, 1788)
- Cyrtocarenum Ausserer, 1871
  - Cyrtocarenum cunicularium (Olivier, 1811)
  - Cyrtocarenum grajum (C. L. Koch, 1836)